# 太政官札贋造事件
太政官札贋造事件（だじょうかんさつがんぞうじけん）は、1870年（明治3年）、福岡藩が太政官札を贋造し、全国各地で使用した事件である。贋札作りは戊辰戦争での戦費負担で財政悪化した諸藩でも広く行われていたが、福岡藩は大藩なだけにその規模が大きく、見せしめとして明治新政府の威信を示すため厳罰に処された。

## 経過
元からの財政難と戊辰戦争の戦費負担で巨額の借金を抱えた福岡藩では、通商局頭取となった山本一心（旧馬廻組）が太政官札の贋造を発案し、上司の権大参事で会計主宰の小河愛四郎に持ちかける。2人は上役の大参事（旧家老）の郡成巳、立花増美、矢野安雄らに相談、当初は皆とんでもないと反対したが、最終的にやむを得ないと同意した。知藩事・黒田長知には内密にして、自分たちだけで事を進めると申し合わせた。
1870年（明治3年）博多川端町に「通商局」を設置して「通商札」を製造する裏で、城内二の丸高櫓で太政官札を贋造し、先年切腹させられた野村東馬の屋敷で一分銀など硬貨の贋造が行われた。
偽札は肥後で米の買い付けに使われたが出来が悪くすぐ見破られている。その後、久留米や長崎でも使用され、日田県知事・松方正義の耳にも入った。日田は江戸時代から幕府の代官が置かれ、九州全体の目付役であり、明治になっても日田県知事は同様の役割を担っていた。松方は上京して政府に福岡藩の太政官札贋造を訴えた。5月、船に贋金を積み込んで日本海を北上しながら北海道までの寄港先特産品の買い付けや藩士たちの遊興費で全国に跨がって派手に使われ、当然新政府が知るところとなる。

### 摘発
太政官は密偵を福岡市中に潜入させて調査し、証拠が揃ったところで7月18日、弾正台役人・渡邊昇の一行が博多に入り、翌19日早朝、藩庁・通商局・銀会所に踏み込んで捜索し、贋造紙幣や印刷機を押収、職人ら27名を逮捕、通商局の三隈伝八らに謹慎を命じ、一網打尽となる。22日、摘発を終えた渡辺一行が小倉へ引き上げる道中の青柳宿に、知藩事・黒田長知が騎馬で駆けつけて来て釈明陳情をした。藩の幹部らも逮捕・護送される。
藩庁は大混乱となり、弁明しようにも新政府に人脈がなく、唯一新政府の役人となっていた早川勇(薩長同盟を発意した人物)にとりなしを依頼した。また西郷隆盛と親しい矢野梅庵（矢野安雄の父）が鹿児島に赴いて西郷に窮状を訴えた。8月3日付の西郷から大久保利通に宛てた手紙には、事件の処分は小河ら幹部の首までに留め、恩義ある黒田長溥(島津家から黒田の養子に入り西郷をかくまった前藩主)に咎が及ばないよう穏便に処置をしてほしいと訴え、自分の首を差し出す覚悟はいくら「あほうな筑前」でも分かっているだろうと書いている。
金の贋造は新政府の威信に関わることであり、参議の木戸孝允は旧藩勢力に対する見せしめとして証拠があきらかな福岡藩に的を絞って断固たる処分を決意する。大久保利通も厳格に対応するつもりであったが、西郷の手紙でだいぶ軟化したとされる。
1871年（明治4年）7月2日、弾正台より判決が下される。
- 藩知事・黒田長知、免職・閉門。
- 藩の幹部・立花増美、矢野安雄、小河愛四郎、徳永織人、三隈伝八、計5名が斬罪。
- 遠島・禁固42名、懲役・罰金刑50余名。

即日執行され、最初に発案した山本一心はすでに病死しており、郡成巳は獄中で発狂して死亡した。
7月11日、有栖川宮熾仁親王が新知藩事として福岡城内に入り、福岡藩は事実上廃藩となった。3日後の14日、全国一斉に廃藩置県が断行された。旧藩主一家は東京移住を命じられ、8月23日、士族町民らの群衆が涙ながらに見送る中、港から船で福岡を離れ、ここに黒田長政以降270余年に渡る黒田氏の筑前支配は終焉を迎えた。
最後の大老・黒田一雄（黒田播磨の次男）は福岡に残り、明治6年の筑前竹槍一揆で暴徒の説得にあたり、明治10年に第十七国立銀行（福岡銀行）を設立するなど、沈滞する福岡の復興に尽力した。